# Vacina contra febre amarela
Posto temporário de vacinação contra a febre amarela, em São Paulo.
A vacina contra febre amarela é uma vacina que protege contra a febre amarela, uma infecção do tipo viral que afeta a África e América do Sul. A maioria das pessoas começam a desenvolver imunidade no prazo de dez dias e 99% estão protegidos dentro de um mês após a vacinação o qual parece ser ao longo da vida. A vacina pode ser usada para controle de surtos da doença. É aplicada por injecção no músculo ou sob a pele.
A Organização Mundial de Saúde (OMS) recomenda a imunização de rotina em todos os países onde a doença é comum. Isto deve ocorrer normalmente entre nove e doze meses de idade. Aqueles que viajam para áreas onde a doença ocorre, também devem ser imunizados. Doses adicionais após a primeira geralmente não são necessárias.
A vacina contra febre amarela geralmente é segura. Isso inclui aqueles com infecção pelo HIV, mas sem sintomas. Efeitos colaterais leves podem incluir dor de cabeça, dores musculares, dor no local da injecção, febre e erupção cutânea. Alergias graves ocorrem em cerca de oito por milhões de doses, problemas neurológicos graves ocorrem em cerca de quatro por milhão de doses, e a falha do órgão ocorre em cerca de três por milhão de doses. É provavelmente segura na gravidez e, portanto, recomendada para aquelas que serão potencialmente expostas. Não deve ser dada àqueles com função imune muito deficiente.
A vacina surgiu em 1937 e está na Lista de Medicamentos Essenciais da Organização Mundial de Saúde, os medicamentos necessários mais eficazes e seguros em um sistema de saúde. Em 2014, o preço de atacado em países em desenvolvimento é de US$ 4,30 a US$21,30 por uma dose. Nos Estados Unidos, custa entre US$50 e US$100. A vacina é feita a partir do vírus enfraquecido. Alguns países exigem certificado de vacinação contra a febre amarela antes da entrada em uma área onde a doença é comum.